# Ponte romana de Longroiva
A Ponte romana de Longroiva localiza-se em Coitada, na freguesia de Longroiva, no Município de Mêda.
Mais especificamente, a cerca de 2 km de Relva e Longroiva, servindo de passagem sobre a ribeira dos Piscos, uma afluente do Rio Coa.
Está classificada como Imóvel de Interesse Púclico desde 1977.

## Região
Longroiva é uma aldeia e freguesia portuguesa a 6 km da sede do seu concelho, rodeada por penhascos a sul. Considerada por muitos como um presépio natural, pelo seu casario branco, na encosta poente do monte ao longo de ruas medievais.
Na freguesia, foram encontrados vestígios dos tempos do megalitismo até aos romanos, e também dos árabes.

## História
Os romanos foram pioneiros na construção de pontes. As suas pontes eram, em geral, semicirculares.
Eles desenvolveram vários tipos de pontes em arcos desde as mais tradicionais, com pilares nas extremidades, até às mais complexas com diversos arcos.
A ponte estudada foi concebida para facilitar o acesso entre as localidades. Calcula-se que terá sido construída entre os séculos II e IV.
A ponte de Longroiva, é assim, um exemplo da necessidade sentida pelos romanos em criar um acesso facilitado entre locais, neste caso em particular, entre S. João da Pesqueira e Marialva (a Civitas Aravorum).
É importante recordar que a civilização romana dominava vários conhecimentos de materiais e formas de construir e a engenharia militar estava encarregue pela própria construção.

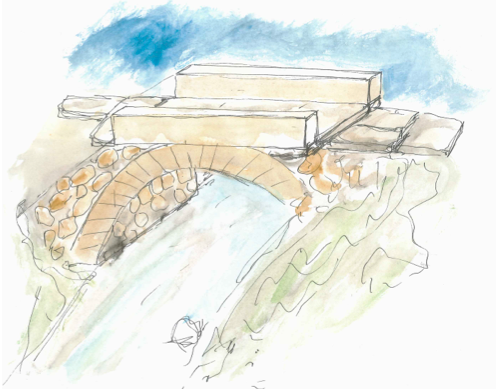
Desenho da Ponte de Longroiva

## Técnico
De um modo geral as pontes romanas partem de um módulo base, um arco de volta perfeita assente em dois pilares, com duas vias, planas e pavimentadas. A partir desse módulo é possível alterar a dimensão do arco e do pilar de modo a ajustar-se ao local, mantendo as proporções entre ambos, garantindo assim a sua robustez sem comprometer a sua horizontalidade.
Verifica-se então duas características base:
- variando o número de arcos obtém-se a extensão necessária.
- variando a altura dos pilares obtém-se a altura do tabuleiro pretendida.

Neste caso, a ponte foi construída com alvenaria de pedra, contando com um só arco. Este, é composto por aduelas regulares e uniformes, dispostas em cunha, de ambas as margens, o que confere um ar robusto à construção.
O arco romano  é uma forma estável que funciona através de compressão, ou seja, toda a pressão sobre o topo do arco é transmitida para o solo, reforçando as pedras que formam o arco.

### Compressão
A força é empurrada para fora pela curva do arco em direção às pilastras.

### Tração
A curva do arco junto com a compressão sofrida, reduzem os efeitos de tração sobre a parte de baixo do arco. No entanto, quanto maior for o grau de curvatura do arco maiores serão os efeitos da tração na parte de baixo.
Deste modo, o formato do arco por si só é o necessário para dissipar, de forma eficaz, o peso do centro em direção às pilastras.
O tabuleiro da ponte, tem cerca de 20 metros, em lajes de pedra,que se estende para os lados da calçada.
Nesta edificação é também de realçar o detalhe das guardas/parapeito, que pelo seu posicionamento nas extremidades do tabuleiro lhe confere mais largura, estas são feitas com grandes blocos paralelepípedos de pedra.
O material de ligação das pedras seria o betão romano.
Caracterizado por ligar os materiais e lhe conferir uma maior resistência.

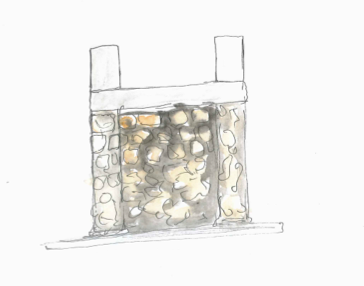
Desenho ilustrativo do uso de Betão Romano como ligante

### Betão Romano
Visto como um material ideal para um império em expansão, uma vez que garantia um resultado rápido, económico e resistente.
A mistura de uma argamassa constituída por 3 elementos: agregado (areia e pedra britada), cimento (material aglomerante) e água, foi determinante nas construções romanas.
Quanto às travessias fluviais de rios, os romanos desenvolveram um tipo de betão de secagem rápida e resistente à água, ideal para este tipo de construções. O truque residia no aglomerante,  uma mistura de cal com cinza vulcânica (pozolana).
A mistura de betão com polozana era ideal para a construção de pontes, sendo que a construção de pontes em pedra eram de difícil construção sem o auxílio de betão de rápida secagem, e tal como referido por Vitrúvio no seu tratado de arquitectura, “este material, quando misturado com cal e cascalho, não só confere resistência , como permite no caso dos pilares de pontes sobre água, construir a sua base de sustentação debaixo de água.”, sendo possível mil anos volvidos, observar estruturas em betão de muitos edifícios romanos.

## Curiosidades
- A palavra Ponte provém do Latim Pons por sua vez descende do Etrusco Pont, que significa "estrada". .Em grego πόντος (Póntos), deriva talvez da raiz Pent que significa uma ação de caminhar.

- A ponte faz parte do conjunto de marcas romanas, que infelizmente se encontra alterada pela acção do tempo e das intempéries e também pela intervenção do homem. Atualmente, é visível que o aspecto envolvente não favorece a sua leitura arquitectónica, e que se encontra em mau estado de conservação.

- Supõe-se o alargamento do seu tabuleiro posteriormente, e em 1971 foi construída uma nova travessia quase paralela à ponte, uma vez que esta deixou de ter uso de tráfego rodoviário.

- Para assegurar a origem romana uma característiva vísivel é a existência de Marcas de Fórfex. Fórfex ou fórfice é um instrumento em forma de tesoura ou pinça. Estas marcas são pequenas cavidades em lados opostos, que permitiam a entrada do fórfex para levantamento e colocação dos blocos usados nas pontes.